# لائو (بوتان)
لائو (به لاتین: Lao) یک منطقهٔ مسکونی در بوتان (کشور) است که در استان تراشیانگتس واقع شده‌است.